# Spermophilus erythrogenys
Il citello dalle guance rosse (Spermophilus erythrogenys Brandt, 1841) è uno sciuride appartenente al genere dei citelli (Spermophilus). Vive nel Kazakistan orientale e in Russia, nella Siberia sud-occidentale.

## Descrizione
Il citello dalle guance rosse è relativamente piccolo e raggiunge una lunghezza testa-corpo di circa 18,8-21,5 centimetri. La coda è lunga 4,0-4,5 centimetri ed è quindi, come in tutti i citelli, significativamente più corta del resto del corpo. La colorazione di fondo della pelliccia è variabile e va dal grigio-paglierino tenue con screziature bianche ad un giallo paglierino più intenso con una sfumatura rosso ruggine e macchie gialle. La parte posteriore della testa è grigio-marrone o grigio-giallo paglierino; sotto gli occhi si trova una grossa macchia di colore marrone castano.
Come tutte le specie del suo genere, ha un unico incisivo a scalpello per emimascella, seguito da uno spazio privo di denti (diastema). Seguono due premolari e tre molari. Al contrario, sulla mascella inferiore vi è un solo premolare per lato. Complessivamente vi sono 22 denti.

## Distribuzione e habitat
I citelli dalle orecchie rosse vivono nel Kazakistan orientale e in Russia, nella Siberia sud-occidentale. Per quanto riguarda la distribuzione altitudinale, nella parte meridionale dell'areale si spingono fino a circa 2100 metri di altezza.
Le popolazioni che vivono nello Xinjiang (Cina) e in Mongolia, anch'esse originariamente assegnate a questa specie, vengono oggi considerate una specie separata, Spermophilus pallidicauda.

## Biologia
Il citello dalle guance rosse è uno scoiattolo di terra diurno. Vive principalmente nelle steppe aride e semidesertiche, ma nella parte settentrionale dell'areale si incontra anche ai margini dei boschi di betulle e pioppi tremoli e in quelle meridionali nelle regioni di montagna. Si incontra anche nelle aree agricole. Il citello vive in colonie formate da semplici cunicoli profondi fino a 3,5 metri e si nutre di varie parti di piante, soprattutto semi e granaglie, oltre che di insetti.
Come gli altri citelli, questi animali trascorrono l'inverno in letargo, che va dalla fine dell'estate, a fine agosto o inizio settembre, fino a marzo o aprile. La stagione riproduttiva ha luogo in primavera dopo il risveglio; la cucciolata è composta da sette a nove piccoli. Con l'aiuto di indagini genetiche attraverso l'uso della RAPD-PCR, una forma particolare della reazione a catena della polimerasi (PCR), è stato possibile dimostrare che nella regione compresa tra i fiumi Tobol e Išim, tra il Kazakistan settentrionale e la Russia meridionale, il citello dalle orecchie rosse è solito incrociarsi con il citello rosso (Spermophilus major).
Nel citello dalle guance rosse è stata riscontrata la presenza di diverse malattie e parassiti, tra cui l'encefalite e la tularemia causata dal batterio Francisella tularensis, che si trasmette tra gli animali e l'uomo attraverso il contatto diretto o tremite zecche, mosche o zanzare. È stata anche dimostrata la presenza di due tipi di coccidi, Eimeria berkinbaevi e E. callospermophili.

## Tassonomia
Il citello dalle guance rosse viene classificato come specie indipendente all'interno del genere Spermophilus, attualmente costituito da 15 specie a seguito di una revisione tassonomica. La prima descrizione scientifica venne effettuata nel 1841 da Johann Friedrich von Brandt, uno zoologo tedesco che lavorava in Russia, a partire da alcuni individui provenienti dalla regione intorno a Barnaul nella Siberia occidentale. Il citello pallido (Spermophilus pallidicauda) e il citello di Brandt (S. brevicauda) venivano originariamente considerati delle sue sottospecie.
Oltre alla forma nominale, non ne vengono riconosciute sottospecie.

## Conservazione
Il citello dalle guance rosse viene classificato dall'Unione internazionale per la conservazione della natura (IUCN) come «specie a rischio minimo» (Least Concern). Tale status trae giustificazione dalla popolazione numerosa e dall'ampia area di distribuzione della specie. Si incontra frequentemente all'interno del suo areale e a livello regionale è considerato una specie nociva. Questi animali vengono cacciati dai locali per ricavare carne e pelliccia. Un'altra fonte di pericolo può essere la distruzione locale dell'habitat dovuta all'intensificarsi dello sfruttamento agricolo del suolo a causa del pascolo eccessivo, aggravato dalle stagioni secche e dalle siccità, durante le quali i punti d'acqua si prosciugano.